# Paolo Leopizzi
Paolo Mario Leopizzi (Vigevano, 10 agosto 1956) è un ex giocatore di football americano, allenatore di football americano, giornalista e telecronista sportivo italiano.

## Biografia

### Attività sportiva
Prima di intraprendere la sua carriera giornalistica è stato un giocatore di football americano: la sua carriera inizia nel 1981, quando veste la maglia dei Rams Milano assieme a Paolo Crosti (futuro presidente della società) dove giunse al terzo posto nella sua prima stagione.
Due anni dopo è tra i fondatori della seconda squadra di Milano, i Seamen. Conclusa la carriera agonistica contribuisce in maniera determinante alla nascita degli Wasps Vigevano e ne diviene head coach, portandoli alla conquista del "C Bowl" dopo una regular season da record con zero punti subiti e nello stesso anno solare diventa uno dei quattro migliori head coach italiani alla guida dei Giaguari Torino.
A fine degli anni 80 partecipa assieme a Bebo Nori ad un camp con i San Diego Chargers, allora guidati da Al Saunders.

### Attività giornalistica
L'esordio televisivo avviene nel 1989 su Odeon TV divenendo inviato per le trasmissioni legate ai motori, quindi dal 1991, divenuto giornalista professionista, approda alla neonata Tele+, seguendo come telecronista il Motomondiale quando i diritti televisivi erano allora gestiti dalla pay-tv, e il Mondiale di Formula 1 dal 1997 al 2002.
Nel 1999 prende il posto di Flavio Tranquillo diventando la voce ufficiale delle principali partite del football NFL, affiancato dal commento tecnico di Bebo Nori, fin quando nel 2008 i diritti passano in mano per due stagioni a RAI Sport.
Dal 2003 con la fusione tra Tele+ e Stream viene cooptato nella redazione di SKY Sport dove diventa caporedattore per i motori e gli sport USA. Inoltre mantiene il suo ruolo di telecronista principale della NFL e curatore fino al 2007 della rubrica dedicata ai motori. Nello stesso anno torna ad essere telecronista della Formula 1 fino al Gran Premio di Gran Bretagna, quando cede il microfono a Carlo Vanzini.
Successivamente si occupa della rassegna stampa al touch screen di Sky Sport 24, alternandosi con altri colleghi della redazione sportiva.
Lascia la redazione di Sky Sport il 23 maggio 2021, dopo oltre trenta anni di carriera.